# Sirey Morán
Olga Sirey Morán Castro (El Progreso, Yoro, 10 de julio de 1990) es una modelo hondureña y presentadora de televisión, ganadora del Miss Honduras Universo 2016 y la primera hondureña ganadora de Nuestra Belleza Latina (noviembre 2021). Como presentadora de deportes se ha desempeñado en las cadenas Televicentro, en Honduras, y Televisa, en México. 

## Biografía
Morán nació en El Progreso del departamento de Yoro, el 10 de julio de 1990. Habla inglés y español con fluidez. Pasante de la carrera de Ciencias Jurídicas de la Universidad Nacional Autónoma de Honduras. Además estuvo en la Guardia Community College de New York.
Es hija del director técnico, José Alfredo Morán y la abogada Olga Marina Castro y tiene cinco hermanos. Ha participado en varios concursos de belleza como el Top Model of the World en Egipto. En esa competencia logró la clasificación de Honduras entre las 15 finalistas, logrando quedar en la posición ocho. Luego representó a Honduras en el Miss Intercontinental en Alemania y posteriormente participó en New Jersey  en el concurso Señorita Centro América Internacional, resultando ganadora.
Representó a Honduras en el Miss Universo 2016. El evento para la elección de Miss Universo 2016 se llevó a cabo en el Mall of Asia Arena de Manila, Filipinas, el 30 de enero de 2017. 
Tras una gran participación y un enorme apoyo del público en noviembre de 2021 se convierte en la primera hondureña en ganar el Certamen Nuestra Belleza Latina.

## Miss Honduras Universo 2016
Su elección se realizó en la ciudad de San Pedro Sula el 20 de septiembre de 2015. En su competición local representó a su municipio de nacimiento, El Progreso, Yoro.